# Farleigh Hungerford Castle
Farleigh Hungerford Castle är ett slott i Storbritannien.   Det ligger i grevskapet Somerset och riksdelen England, i den södra delen av landet, 150 km väster om huvudstaden London. Farleigh Hungerford Castle ligger 49 meter över havet.
Terrängen runt Farleigh Hungerford Castle är platt.Runt Farleigh Hungerford Castle är det ganska tätbefolkat, med 239 invånare per kvadratkilometer. Närmaste större samhälle är Bath, 8,2 km nordväst om Farleigh Hungerford Castle. Trakten runt Farleigh Hungerford Castle består till största delen av jordbruksmark.